# Pabianice
Pabianice (Duits: Pabianitz) is een stad in het Poolse woiwodschap Łódź, gelegen in de powiat Pabianicki en in de agglomeratie van Łódź. De oppervlakte bedraagt 32,98 km², het inwonertal 63.945 (2020).

## Geboren
- Dora Diamant (1898-1952), politieke activist, toneelspeelster en laatste levensgezellin van Franz Kafka
- Paweł Janas (4 maart 1953), voetballer en voetbalcoach
- Piotr Nowak (5 juli 1964), voetballer en voetbalcoach
- Bogumiła Matusiak (24 januari 1971), wielrenster